# Blaps tingitana
Blaps tingitana – gatunek chrząszcza z rodziny czarnuchowatych i podrodziny Tenebrioninae.
Gatunek ten został opisany w 1880 roku przez Vincenta Allarda. Wcześniej zaliczano doń dwa podgatunki: B. tingitana tingitana i B. tingitana antennalis, jednak badania przeprowadzone przez Condamine i współpracowników wykazały parafiletyzm takiego taksonu. B. t. tingitana okazał się stanowić takson siostrzany dla B. alternans i dopiero te dwa stanowić grupę siostrzaną dla B. t. antennalis. W związku z tym B. t. antennalis został wyniesiony do rangi osobnego gatunku Blaps antennalis, a Blaps tingitana stanowi gatunek monotypowy. Wszystkie wspomniane gatunki wraz z pięcioma innymi należą do grupy gatunków B. alternans, rozsiedlonej na atlantyckim wybrzeżu Maroka i Wyspach Kanaryjskich.
Blaps tingitana jest endemitem Maroka, ograniczonym w swym zasięgu do nadbrzeżnego rejonu południowo-zachodniej części kraju.